# روبرت سميث (لاعب كرة قدم)
روبرت سميث (بالإنجليزية: Robert Smith)‏ (و. 1848 – 1924 م) هو لاعب كرة قدم، من المملكة المتحدة لبريطانيا العظمى وإيرلندا، يلعب كمهاجم، توفي عن عمر يناهز 76 عاماً.

## روابط خارجية
- روبرت سميث على موقع قاعدة بيانات كرة القدم.إي يو (الإنجليزية)
- روبرت سميث على موقع عالم كرة القدم.نت (الإنجليزية)